# Minuartia graminifolia
Minuartia graminifolia là loài thực vật có hoa thuộc họ Cẩm chướng. Loài này được Jáv. mô tả khoa học đầu tiên năm 1914.